# Galagidae
Los galágidos (Galagidae) son una familia de primates estrepsirrinos conocidos vulgarmente como gálagos. Son pequeños animales nocturnos de África, muy abundantes, que se distribuyen en seis géneros y diecinueve especies. 
Se los considera un grupo hermano de los Lorisidae.
Los gálagos son conocidos con el nombre de nagapies en afrikáans, que significa "monos nocturnos". El nombre en swahili es komba. 

## Características
Los gálagos tienen ojos grandes que les proporcionan una buena visión nocturna, además de otras características, como extremidades posteriores fuertes, audición aguda y colas largas que les ayudan a mantener el equilibrio. Sus orejas, parecidas a las de los murciélagos, les permiten rastrear insectos en la oscuridad. Atrapan insectos en el suelo o los capturan en el aire. Son criaturas rápidas y ágiles. Cuando saltan a través de los espesos arbustos, pliegan sus delicadas orejas hacia atrás para protegerlas. También las pliegan durante el descanso. Tienen uñas en la mayoría de sus dedos, excepto en el segundo dedo de la pata trasera, que lleva una garra de acicalamiento. Su dieta es una mezcla de insectos y otros animales pequeños, fruta y goma de los árboles. Tienen incisivos pectinados (en forma de peine) llamados peine dental, y la fórmula dental: {\displaystyle {\tfrac {2.1.3.3}{2.1.3.3}}} Son activos por la noche.
Tras un periodo de gestación de 110-133 días, los jóvenes gálagos nacen con los ojos entreabiertos e inicialmente son incapaces de moverse de forma independiente. Al cabo de unos días (6-8), la madre carga a la cría en la boca y la coloca en ramas adecuadas mientras se alimenta. Las hembras pueden tener de una a tres crías, y pueden volverse muy agresivas. Cada recién nacido pesa menos de medio gramo. Durante los tres primeros días, la cría se mantiene en contacto constante con la madre. Las crías son alimentadas por la madre durante seis semanas y pueden comer solas a los dos meses. Las crías crecen rápidamente, a menudo haciendo que la madre camine torpemente mientras las transporta.
Las hembras mantienen un territorio compartido con sus crías, mientras que los machos abandonan los territorios de sus madres tras la pubertad. Así pues, los grupos sociales están formados por hembras estrechamente emparentadas y sus crías. Los machos adultos mantienen territorios separados, que se solapan con los de los grupos sociales de hembras; por lo general, un macho adulto se aparea con todas las hembras de una zona. Los machos que no han establecido tales territorios a veces forman pequeños grupos de solteros.
A veces, los bebés de los arbustos se tienen como mascotas, aunque no es aconsejable porque, como muchos otros primates no humanos, son una fuente probable de enfermedades que pueden traspasar las barreras entre especies. Además, es muy probable que llamen la atención de los funcionarios de aduanas al ser importados en muchos países. Los informes de fuentes veterinarias y zoológicas indican una vida en cautividad de 12,0 a 16,5 años, lo que sugiere una vida natural de más de una década.
Los gálagos se comunican llamándose unos a otros y marcando sus caminos con orina. Siguiendo el olor de la orina, pueden aterrizar exactamente en la misma rama cada vez. Cada especie produce un conjunto único de llamadas fuertes que tienen diferentes funciones. Una de ellas es identificar a los individuos como miembros de una especie determinada a través de las distancias. Los científicos pueden reconocer a todas las especies de galagos conocidas por sus "fuertes llamadas". Al final de la noche, los miembros del grupo utilizan una llamada de reunión especial y se reúnen para dormir en un nido de hojas, un grupo de ramas o un agujero en un árbol.
Su dieta es una mezcla de insectos y otros animales pequeños, frutas y huevos.

## Distribución geográfica
Los Galagidae son nativos del África continental subsahariana.

## Forma de vida
Los gálagos son habitantes nocturnos de los árboles.
Los gálágos son nocturnos, durante el día duermen en nidos de hojas o en cavidades de árboles. Por la noche van en busca de alimento, donde se alojan principalmente en los árboles. Sus movimientos son rápidos y diestros. Algunas especies están adaptadas a un estilo de vida de escalada y salto vertical, otras son más propensas a caminar y saltar a cuatro patas.
Su comportamiento social es variable y poco investigado en muchas especies. En ocasiones se reúnen para dormir en grandes grupos y, tras despertarse, se dispersan para buscar alimento de forma individual. A veces se encuentran grupos de siete a nueve animales viviendo juntos, y los grupos familiares son comunes. Muchas especies son territoriales y defienden su territorio (es decir, defienden conjuntamente el territorio donde vive el grupo) de intrusos, y en ocasiones sólo de miembros del mismo sexo de su propia especie. Muchas especies se frotan las extremidades con orina y así marcan con su olor la zona por la que se mueven y la consideran propia. Con una voz que recuerda al llanto de los pequeños bebés, marcan su territorio, mientras que con diferentes voces advierten a los individuos del peligro para su especie. Los machos suelen ser agresivos con otros machos, pero el territorio de un macho puede superponerse con el de varias hembras. También hay especies que viven en pequeños grupos. Los gálagos mayores de un grupo prefieren descansar solos, mientras que los más jóvenes están en contacto constante entre sí. Esto se observa en la especie Galago garnetti. Las madres a menudo dejan a las crías solas durante largos períodos y no intentan impedir que se vayan. Por otro lado, las crías intentan permanecer cerca de la madre e iniciar interacciones sociales con ella.

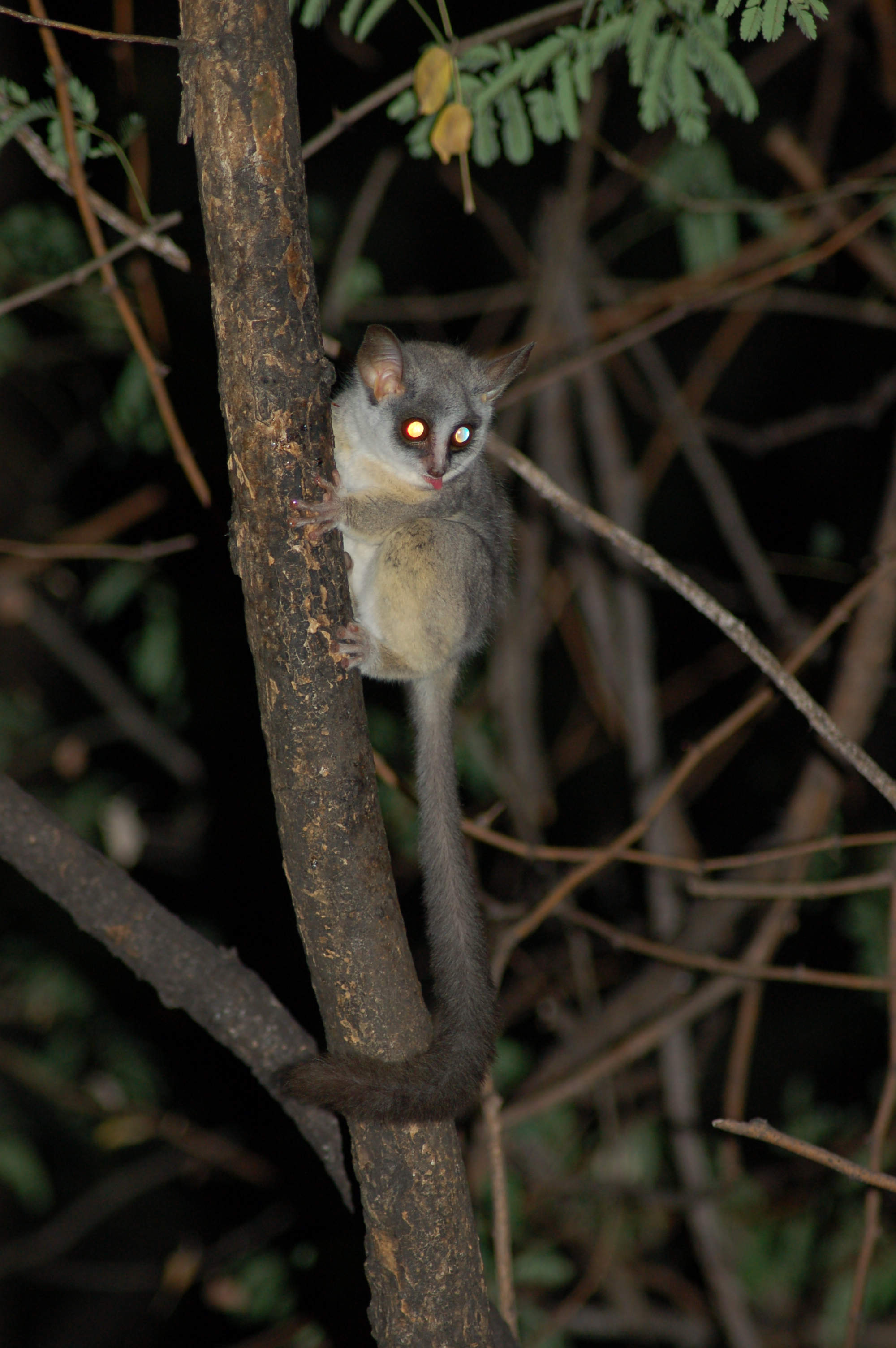
Los gálagos son habitantes de los árboles.

Deben su denominación de "bebés del arbusto" a sus llantos infantiles, con los que atraen la atención de otros animales hacia su territorio.

## Salto
Los gálagos tienen una notable capacidad de salto. El salto más alto del que se tiene constancia es de 2,25 m. Según un estudio publicado por la Royal Society, dada la masa corporal de cada animal y el hecho de que los músculos de las patas suponen aproximadamente el 25% de ésta, los músculos de salto de los galagos deberían rendir entre seis y nueve veces más que los de una rana. Se cree que esto se debe al almacenamiento de energía elástica en los tendones de la parte inferior de la pata, lo que permite saltos mucho mayores de lo que sería posible de otro modo para un animal de su tamaño. En pleno vuelo, recogen los brazos y las patas cerca del cuerpo; los sacan en el último segundo para agarrarse a una rama. En una serie de saltos, un galago puede recorrer diez metros en cuestión de segundos. La cola, más larga que la cabeza y el cuerpo juntos, ayuda a las patas a impulsar los saltos. También pueden saltar como un canguro o simplemente correr o caminar sobre cuatro patas. Estos movimientos fuertes, complicados y coordinados se deben a la mitad rostral del córtex parietal posterior que está vinculado a las áreas motora, premotora y visuomotora del córtex frontal.

## Depredación por los chimpancés
Un estudio reciente sobre chimpancés reveló que estos a veces cazan gálagos usando lanzas que hacen ellos mismos. Los chimpancés, que usan palos para atrapar termitas, intentaron alancear gálagos ocultos en su madriguera, oliendo la punta de sus lanzas después para ver si habían derramado sangre. Mientras que este es un método muy interesante, solo 1 de los 22 intentos observados tuvo éxito.

## Relación con los humanos
A veces se denomina a los gálagos bebé de los arbustos ( en inglés bushbabies) en referencia a un mito que se utiliza para asustar a los niños a permanecer en el interior por la noche. Lo más probable es que surja del sonido similar a un llanto de un bebé, la naturaleza inusual evolucionó hasta convertirse en un mito sobre un animal poderoso que puede secuestrar a los humanos. También se dice que en Nigeria los gálagos nunca se encuentran muertos en el suelo. Más bien hacen un nido de palos, hojas o ramas para morir. La situación de en peligro que corre la especie en el África subsahariana dificulta la verificación de esta afirmación.

## Clasificación

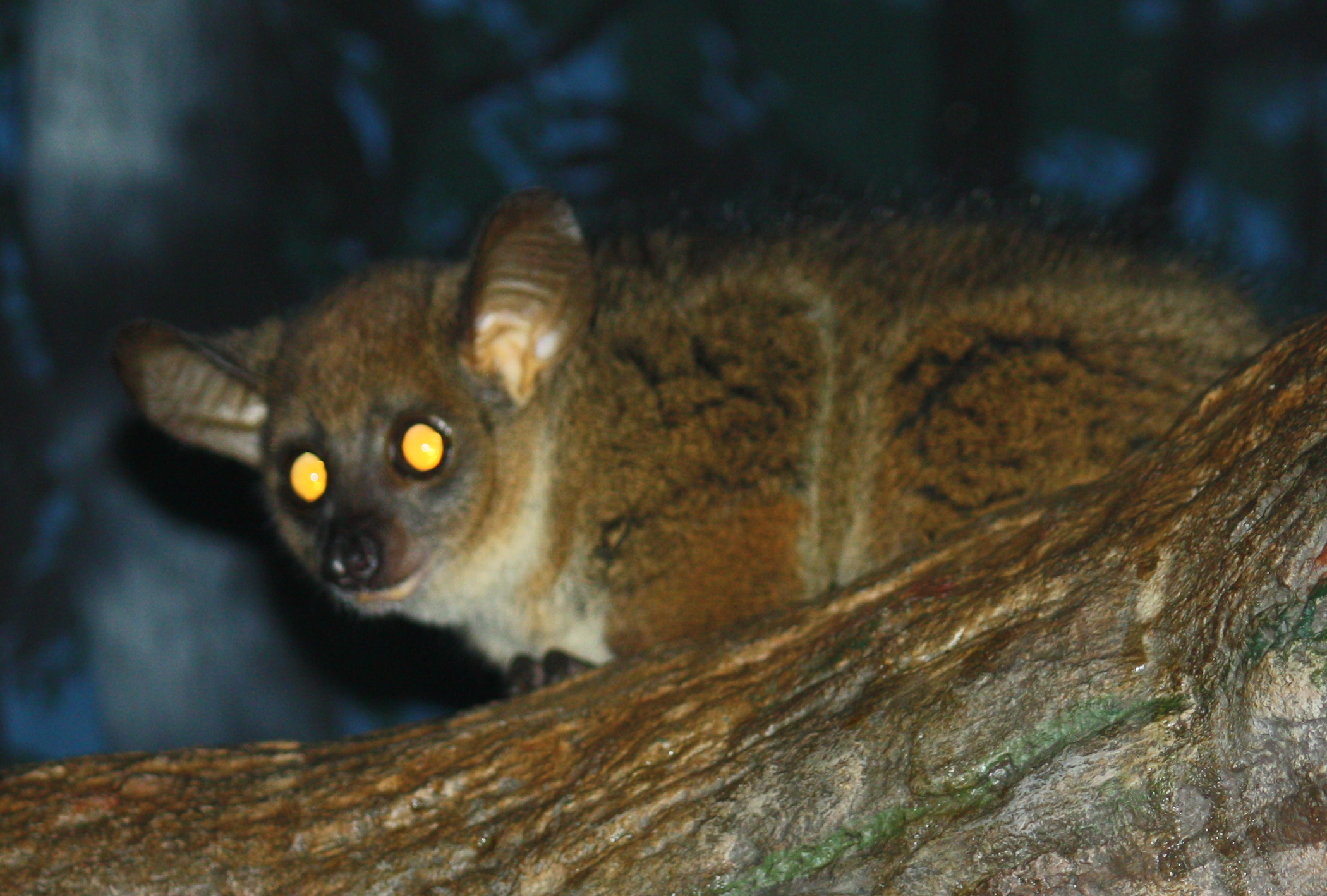
Un ejemplar de gálago de Garnett (Otolemur garnettii) en el Zoo de Cincinnati

Se ha descrito clasificaciones en ITIS (2011) y NCBI (2011)
- Género Sciurocheirus
  - Sciurocheirus gabonensis
  - Sciurocheirus alleni
- Género Otolemur
  - Otolemur crassicaudatus
  - Otolemur garnettii
  - Otolemur monteiri

- Género Galagoides
  - Galagoides cocos
  - Galagoides demidovii
  - Galagoides granti
  - Galagoides nyasae
  - Galagoides orinus
  - Galagoides rondoensis
  - Galagoides thomasi
  - Galagoides zanzibaricus
- Género Euoticus
  - Euoticus elegantulus
  - Euoticus pallidus
- Género Galago
  - Galago gallarum
  - Galago matschiei
  - Galago moholi
  - Galago senegalensis
- Género †Komba (Simspon, 1967)
  - †Komba robustus (Le Gros Clark and Thomas, 1952)
  - †Komba minor (Le Gros Clark and Thomas, 1952)
  - †Komba walkeri[18] (Harrison, 2010)
  - †Komba winamensis (McCrossin, 1992)
- Género †Laetolia[19] (Harrison, 2011)
  - †Laetolia sadimanensis (Walker, 1987)

## Filogenia
La filogenia de Galagidae ha sido estudiada por Masters et al., 2017 como sigue:
|  | Galago     |
|  |            |
|  | Paragalago |
|  |            |

|  | Otolemur      |
|  |               |
|  | Sciurocheirus |
|  |               |

|  | Galago     |
|  |            |
|  | Paragalago |
|  |            |

|  | Otolemur      |
|  |               |
|  | Sciurocheirus |
|  |               |

|  | Galago     |
|  |            |
|  | Paragalago |
|  |            |

|  | Otolemur      |
|  |               |
|  | Sciurocheirus |
|  |               |

|  | Galago     |
|  |            |
|  | Paragalago |
|  |            |

|  | Otolemur      |
|  |               |
|  | Sciurocheirus |
|  |               |

|  | Galago     |
|  |            |
|  | Paragalago |
|  |            |

|  | Otolemur      |
|  |               |
|  | Sciurocheirus |
|  |               |

|  | Galago     |
|  |            |
|  | Paragalago |
|  |            |

|  | Otolemur      |
|  |               |
|  | Sciurocheirus |
|  |               |

|  | Galago     |
|  |            |
|  | Paragalago |
|  |            |

|  | Otolemur      |
|  |               |
|  | Sciurocheirus |
|  |               |

|  | Galago     |
|  |            |
|  | Paragalago |
|  |            |

|  | Otolemur      |
|  |               |
|  | Sciurocheirus |
|  |               |